# Pène d'Aragon
Pour les articles homonymes, voir Pène.
La pène d'Aragon (en espagnol peña Aragon o punta Baldierra) est un sommet des Pyrénées situé sur la frontière franco-espagnole entre les Hautes-Pyrénées, en région Occitanie, et la province de Huesca dans la communauté d'Aragon, qui culmine à 2 918 ou 2 919 mètres d'altitude dans le massif de Cauterets.

## Toponymie
En occitan Pène signifie « falaise abrupte ».

## Géographie
Il est situé entre le département des Hautes-Pyrénées en vallée de Saint-Savin, dans la vallée du Marcadau sur la commune d'Estaing, et celle de Tena (Panticosa) en Espagne.

### Topographie
Il est situé au sud du col d'Aragon et au nord-ouest du col de la Fache. Il surplombe les lacs de Cambalès au nord et l'ibón de la Facha au sud.

### Hydrographie
Le sommet délimite la ligne de partage des eaux entre le bassin de la Garonne côté nord, qui se déverse dans l'Atlantique, et le bassin de l'Èbre, qui coule vers la Méditerranée côté sud.

## Voies d'accès
On y accède côté français au nord depuis le pont d'Espagne (1 520 m) et la vallée du Marcadau au fond de laquelle se trouve le refuge Wallon (1 865 m). Puis prendre la direction du col de la Fache.
Côté espagnol par la vallée de Tena via le GR 11 depuis le refuge de Respomuso vers le col de la Fache.

## Protection environnementale
La pène d'Aragon est située dans le parc national des Pyrénées.